# Garcelle Beauvais
Garcelle Beauvais (San Marcos, Haití; 26 de noviembre de 1966) es una actriz y exmodelo haitiana. Es más conocida por su papel de Francesca "Fancy" Monroe en la serie de televisión The Jamie Foxx Show, transmitida en WB.

## Biografía

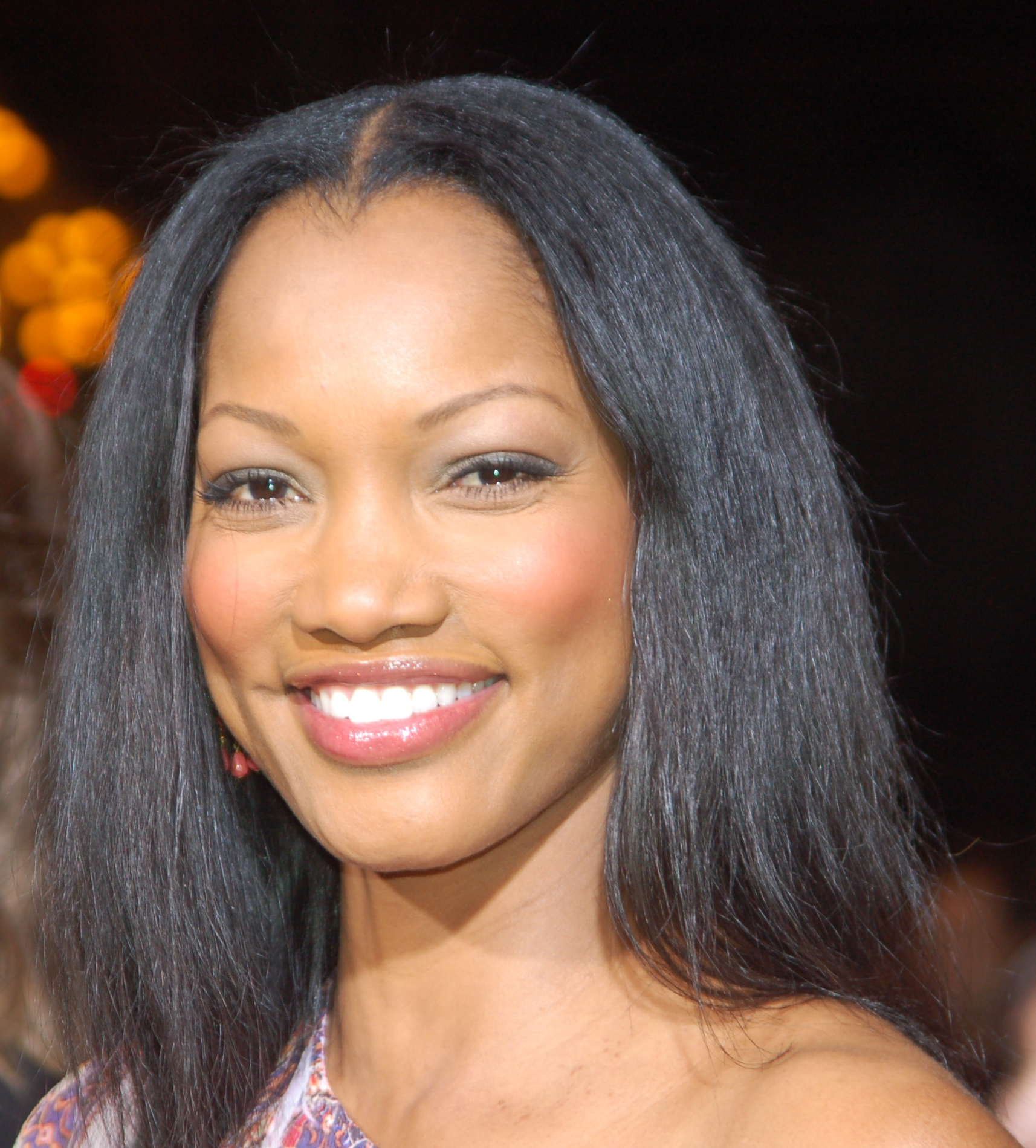
Garcelle Beauvais en el estreno de Race to Witch Mountain en 2009.

Beauvais nació en Haití, el 26 de noviembre de 1966. Es hija de Marie-Claire Beauvais, una enfermera y Axel Jean Pierre, un abogado. Después de que sus padres se divorciaran, Garcelle y sus seis hermanos mayores se trasladaron con su madre a Estados Unidos, primero a Massachusetts y más tarde a Miami.
A la edad de 17 años, se trasladó a Nueva York para seguir su carrera como modelo, y firmar con Ford Models y Irene Marie Models en Miami. Apareció en anuncios impresos de Avon, Mary Kay y Clairol y en catálogos para tiendas por departamentos como Neiman Marcus y Nordstrom, a campañas publicitarias en revistas para Essence y Ebony, y desfiles para Calvin Klein e Isaac Mizrahi.
Tomó clases de interpretación en Nueva York, y se dirigió a Los Ángeles para plantarse enfrente de una cámara de cine así como lo hacía enfrente a las cámaras fotográficas. En ese entonces, Beauvais ya tenía experiencia como actriz y había aparecido en series televisivas como The Cosby Show, Miami Vice y Dream On, así como en películas Manhunter y Coming to America junto a Eddie Murphy.
En 1996, Garcelle Beauvais interpretó a Francesca “Fancy” Monroe en la serie de televisión estadounidense The Jamie Foxx Show, junto a Jamie Foxx. También apareció en la serie de televisión Opposite Sex en 2000, y coprotagonizó junto a Jon Voight y Gil Bellows en la película para la televisión de TNT Second String. Beauvais también trabaja desde 2001 en “NYPD Blue”, protagonizando a la Asistente del Fiscal de Distrito Valerie Heywood.
Posó para Playboy en agosto de 2007. En 2008, lanzó una línea de joyería de sus hijos llamada Petit Bijou. A partir de junio de 2011, Garcelle es un personaje en el drama de TNT Franklin & Bash.    
Beauvais tuvo un matrimonio con el productor Daniel Saunders que después terminó en divorcio. Tuvieron un hijo, Oliver, nacido en 1991. Después se casó con Mike Nilon, un agente que trabaja para la Agencia Creative Artists, el 12 de mayo de 2001. Con Mike Nilon tuvo dos hijos gemelos, Jax Joseph y Thomas Jaid, nacidos el 8 de octubre de 2007, nacidos después de una lucha de cinco años con la infertilidad.
En abril de 2010, se informó que Beauvais había descubierto una relación extramarital de cinco años por Nilon. Según los informes, lo expuesto estaba por un correo electrónico que el envío a sus compañeros de trabajo, cuyo contenido se filtró a New York Post.  Beauvais emitió una declaración el 9 de abril de 2010, explicando que su enfoque y la curación del dolor en ese momento estaba en sus hijos. Beauvais pidió el divorcio a Nilon el 10 de mayo de 2010, busca la custodia conjunta de sus hijos. El divorcio de la pareja se terminó el 1 de abril de 2011.
Su cuenta en Facebook, es la página de origen haitiano con más seguidores en esa red social.

## Filmografía

### Cine
| Año  | Título                             | Rol                      | Notas                    |
| ---- | ---------------------------------- | ------------------------ | ------------------------ |
| 1986 | Manhunter                          | Mujer compradora de casa |                          |
| 1988 | Coming to America                  | Rose Bearer              |                          |
| 1994 | Every Breath                       | Mujer #2                 |                          |
| 1999 | Wild Wild West                     | Chica en torre de agua   |                          |
| 2001 | Double Take                        | Chloe                    |                          |
| 2002 | Bad Company                        | Nicole                   |                          |
| 2002 | Second String                      | Larissa Fullerton        | Película para televisión |
| 2004 | Barbershop 2: Back in Business     | Loretta                  |                          |
| 2005 | American Gun                       | Sarah                    |                          |
| 2007 | I Know Who Killed Me               | Agente Julie Bascome     |                          |
| 2007 | The Cure                           | Trudie Ericson           | Película para televisión |
| 2009 | Women in Trouble                   | Maggie                   |                          |
| 2010 | Eyes to See                        | Marie                    | Cortometraje             |
| 2012 | David E. Talbert's Suddenly Single | Samantha Stone           | Video                    |
| 2012 | Flight                             | Deana Coleman            |                          |
| 2013 | White House Down                   | Alison Sawyer            |                          |
| 2013 | Someone to Love                    | Natalie Gilbert          |                          |
| 2014 | Small Time                         | Linda                    |                          |
| 2014 | Girlfriends' Getaway               | Vicki Holmes             | Película para televisión |
| 2015 | Back to School Mom                 | Dee Riley                |                          |
| 2015 | A Girl Like Grace                  | Lisa                     |                          |
| 2015 | Girlfriends Getaway 2              | Vicki Holmes             | Película para televisión |
| 2016 | 7 Days                             | Herself                  | Cortometraje             |
| 2017 | You Get Me                         | Directora                |                          |
| 2017 | Spider-Man: Homecoming             | Doris Toomes             |                          |
| 2018 | Lalo's House                       | Hermana Francine         | Cortometraje             |
| 2021 | Coming 2 America                   | Grace                    |                          |
| 2022 | Caught in His Web                  | Detective Holland        | Película para televisión |

### Televisión
| Año       | Título                               | Rol                       | Notas                                                           |
| --------- | ------------------------------------ | ------------------------- | --------------------------------------------------------------- |
| 1984-85   | Miami Vice                           | Camarera/Gabriella        | Episodio: "Give a Little, Take a Little" & "The Maze"           |
| 1986      | The Cosby Show                       | Enfermera                 | Episodio: "An Early Spring"                                     |
| 1991      | Family Matters                       | Lulu                      | Episodio: "Old and Alone"                                       |
| 1992      | Down the Shore                       | Liat                      | Episodio: "Schwing Time"                                        |
| 1992      | Dream On                             | Danica                    | Episodio: "Red All Over"                                        |
| 1992      | The Fresh Prince of Bel-Air          | Veronica Margolis         | Episodio: "That's No Lady, That's My Cousin"                    |
| 1993      | Hangin' with Mr. Cooper              | Keeler                    | Episodio: "Boy Don't Leave"                                     |
| 1993      | Where I Live                         | Terry                     | Episodio: "Married... with Children"                            |
| 1993      | Family Matters                       | Garcelle                  | Episodio: "Scenes from a Mall"                                  |
| 1994      | Dead at 21                           | Oficial                   | Episodio: "In Through the Out Door"                             |
| 1994      | Family Matters                       | Madre Winslow (joven)     | Episodio: "To Be or Not to Be: Part 2"                          |
| 1994–95   | Models Inc.                          | Cynthia Nichols           | Elenco principal                                                |
| 1995      | The Wayans Bros.                     | Rachel                    | Episodio: "Fatal Subtraction"                                   |
| 1995      | The Fresh Prince of Bel-Air          | Sandra Swyer              | Episodio: "Not, I Barbecue" & "For Whom the Wedding Bells Toll" |
| 1996      | Family Matters                       | Nicole Moses              | Episodio: "A Ham Is Born"                                       |
| 1996–01   | The Jamie Foxx Show                  | Francesca "Fancy" Monroe  | Elenco principal                                                |
| 1999      | Arli$$                               | Nena                      | Episodio: "The Cult of Celebrity"                               |
| 2000      | Opposite Sex                         | Miss Maya Bradley         | Elenco recurrente                                               |
| 2001      | Titans                               | Tina                      | Episodio: "She Stoops to Conquer"                               |
| 2001–04   | NYPD Blue                            | A.D.A. Valerie Heywood    | Reparto principal (temporadas 8-11)                             |
| 2002      | Journeys in Black                    | Ella misma                | Episodio: "Luther Vandross"                                     |
| 2003      | I Love the '70s                      | Ella misma                | Episodio: "1970"                                                |
| 2003      | The Bernie Mac Show                  | Vicki                     | Episodio: "Bernie Mac Rope-a-Dope"                              |
| 2004      | Curb Your Enthusiasm                 | Renee                     | Episodio: "The Surrogate"                                       |
| 2004      | Life with Bonnie                     | Dr. Gamz                  | Episodio: "Therabeautic"                                        |
| 2005      | TV Land's Top Ten                    | Herself                   | Episodio: "Sexiest Men"                                         |
| 2005      | Eyes                                 | Nora Gage                 | Elenco principal                                                |
| 2006      | 10.5: Apocalypse                     | Natalie Warner            | Episodio: "Episode #1.1 & #1.2"                                 |
| 2006      | CSI: Miami                           | Katrina Iverson           | Episodio: "Death Pool 100"                                      |
| 2006      | Women in Law                         | Mujer                     | Episodio: "Pilot"                                               |
| 2009      | Maneater                             | Suzee Saunders            | Episodio: "Part 1 & 2"                                          |
| 2009      | Crash                                | Connie                    | Episodio: "Johnny Hit and Run Pauline"                          |
| 2010      | Harry Loves Lisa                     | Ella misma                | Episodio: "Belle Gray Party"                                    |
| 2010      | Human Target                         | Vivian Cox                | Episodio: "Lockdown"                                            |
| 2011      | State of Georgia                     | Gwen Dressel              | Episodio: "Foot in the Door"                                    |
| 2011–12   | Franklin & Bash                      | Hanna Linden              | Elenco principal (temporadas 1-2)                               |
| 2012      | The Exes                             | Kendra McNair             | Episodio: "Shall We Dance"                                      |
| 2013      | Psych                                | Miranda Sherrod           | Episodio: "Dead Air"                                            |
| 2013      | Arrested Development                 | Ophelia Love              | Episodio: "Off the Hook"                                        |
| 2013      | Necessary Roughness                  | Lana Langer               | Episodio: "Swimming with Sharks"                                |
| 2014      | Playing House                        | Dra. Jay                  | Episodio: "Let's Have a Baby"                                   |
| 2014      | The Mentalist                        | Danitra Cass              | Elenco recurrente (temporada 7)                                 |
| 2015      | Grimm                                | Henrietta                 | Elenco recurrente (temporada 4)                                 |
| 2016      | Hell's Kitchen                       | Ella misma                | Episodio: "10 Chef's Compete"                                   |
| 2016–19   | The Magicians                        | Our Lady Underground      | Reparto recurrente (temporada 1); invitada (temporadas 2-4)     |
| 2017–18   | Chicago Med                          | Lyla Dempsey              | Episodio: "Ctrl Alt" & "Over Troubled Water"                    |
| 2018      | RuPaul's Drag Race: All Stars        | Ella misma/Jueza invitada | Episodio: "My Best Squirrelfriend's Dragsmaids Wedding Trip"    |
| 2018      | The Arrangement                      | Mason                     | Elenco recurrente (temporada 2)                                 |
| 2018      | Power                                | Linda                     | Episodio: "Are We On The Same Team?"                            |
| 2019      | Siren                                | Susan Bishop              | Elenco recurrente (temporada 2)                                 |
| 2019      | Middle School Moguls                 | Mrs. Pierre (voz)         | Elenco recurrente                                               |
| 2019      | Merry Happy Whatever                 | Nancy                     | Elenco recurrente                                               |
| 2019–20   | Tell Me a Story                      | Veronica Garland          | Elenco recurrente (temporada 2)                                 |
| 2020      | Carol's Second Act                   | Tina                      | Episodio: "Plus One"                                            |
| 2020      | Sugar Rush                           | Ella misma/Jueza invitada | Episodio: "Tropical Vacation"                                   |
| 2020–2025 | The Real Housewives of Beverly Hills | Ella misma                | Elenco principal (temporada 10-14)                              |
| 2020–22   | The Real                             | Ella misma                | Copresentadora (temporadas 7-8)                                 |
| 2021      | The Prince                           | Ella misma (voz)          | Episodio: "Beverly Hills" and "The Flummery Tart"               |

## Música
- Luther Vandross - "Take You Out" (video) (2001)